# メディ・メテラ
メディ・メテラ（Mehdy Metella, 1992年7月17日 - ）は、フランス領ギアナ・カイエンヌ出身の男子競泳選手。2016年リオデジャネイロ4×100mフリーリレーの銀メダリスト、100mバタフライの元フランス記録保持者。姉のマリア・メテラもオリンピック競泳の銀メダリスト。

## 経歴
カトリック教徒の父親ホセ（クレオール）とイスラム教徒の信仰を持つ母ジャミラ（アルジェリア生まれのモロッコ人）との間に生まれ、姉2人を持つ3人姉弟の末っ子として育った。

### 2010年ヨーロッパジュニア選手権
2010年7月、ヘルシンキで開催されたヨーロッパジュニア選手権に出場し、4×100mフリーリレーと4×200mフリーリレーで金メダル、100m自由形と100mバタフライと4×100mメドレーリレーで銀メダル、50mバタフライで銅メダルと計6個のメダルを獲得する活躍を見せた。

### 2010年ユースオリンピック
2010年8月、シンガポールで開催されたユースオリンピックに出場し、100m自由形で金メダル、4×100mメドレーリレーで銀メダル、男女混合4×100mフリーリレーで銅メダルを獲得した。

### 2014年ヨーロッパ選手権
2014年8月、ベルリンで開催されたヨーロッパ選手権に出場し、リレー2種目でメダルを獲得した。4×100mフリーリレーは第1泳を務め、決勝では第1泳者の中で3番目に速い48秒69をマークし、3分11秒64の大会新記録樹立と優勝に貢献した。4×100mメドレーリレーではバタフライ区間の第3泳を務め、決勝では第3泳者の中で2番目に速い51秒22をマークして銀メダル獲得に貢献した。

### 2014年世界短水路選手権
2014年12月、ドーハで開催された世界短水路選手権に出場。4×100mフリーリレーで第4泳を務めると、決勝では第4泳者の中で2番目に速い45秒80をマーク。順位を2位から1位に引き上げ、3分03秒78の大会新記録及びヨーロッパ新記録樹立と金メダル獲得に貢献した。4×50mメドレーリレーではバタフライ区間の第3泳を務めると、決勝では世界新記録で優勝したブラジルに0秒74及ばなかったものの、1分31秒25のヨーロッパ新記録樹立と銀メダル獲得に貢献した。

### 2015年世界選手権

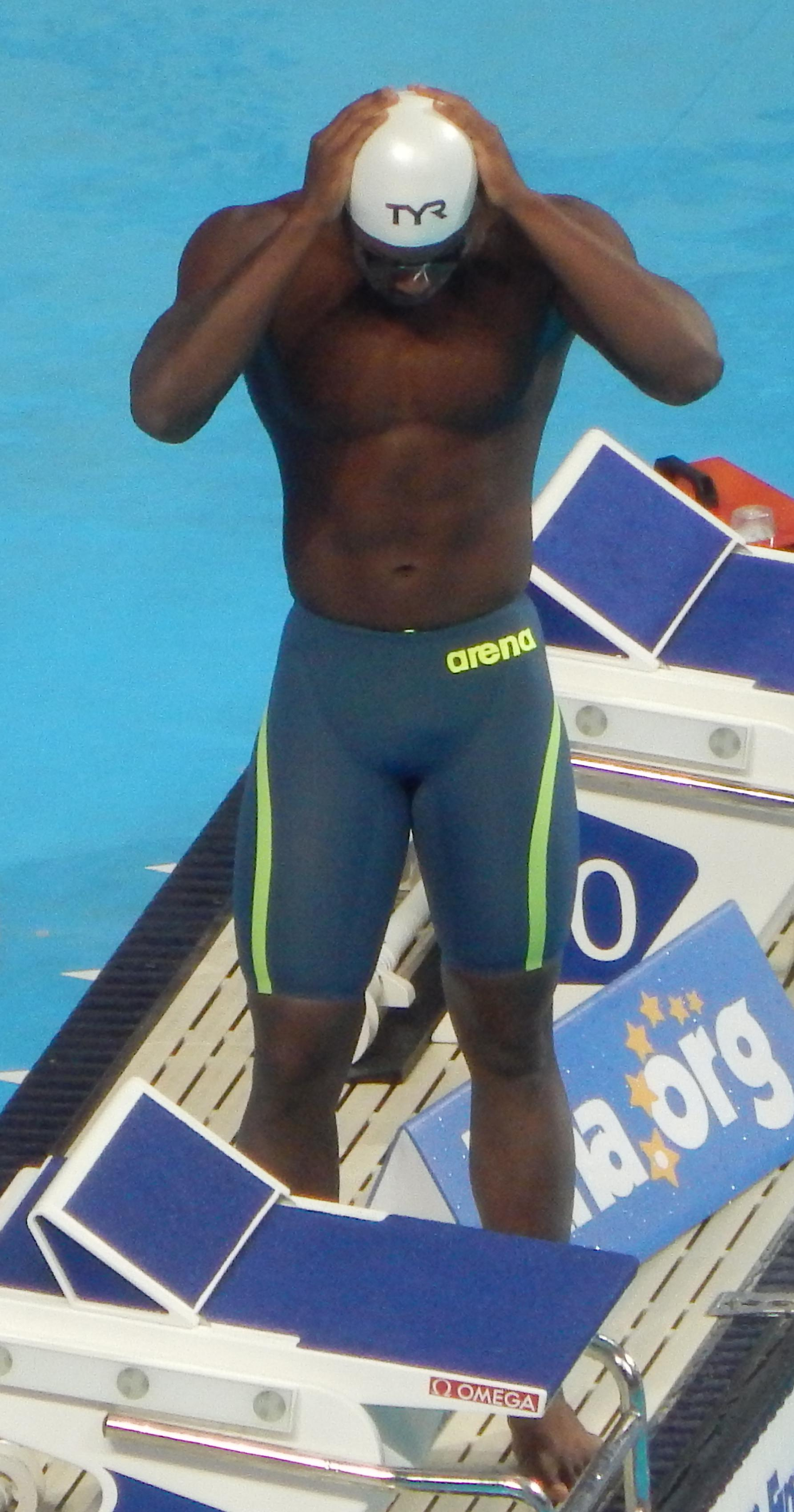
2015年カザン世界選手権

2015年8月、カザンで開催された世界選手権に出場。4×100mフリーリレー決勝で第1泳を務めると、48秒37で泳いで第2泳のフローラン・マナドゥに2位で引き継いだ。フランスはマナドゥでトップに立つと、第3泳のファビアン・ジロと第4泳のジェレミー・ストラビウスも1位をキープしたまま3分10秒74でフィニッシュし、2位のロシアを0秒45抑えて連覇を達成した。100mバタフライは準決勝で51秒39のフランス新記録を樹立し、高速水着時代の2009年にクレモン・レフェールが樹立した従来の記録を0秒03更新して決勝に進出した（全体6位）。迎えた決勝でも準決勝の記録を更に塗り替える51秒24のフランス新記録を樹立。過去の大会なら2009年ローマ大会を除いて必ずメダルを獲得できるタイムだったが、今回の決勝はメダリスト全員が51秒を切り国内新記録を樹立する高速レースだったため、メテラはメダルには0秒28及ばず5位に終わった。4×100mメドレーリレーは決勝で第3泳を務めると、第3泳者の中で最速の50秒39をマークし、第1泳（背泳ぎ）のカミーユ・ラクールが2位、第2泳（平泳ぎ）のジャコモ・ペレス＝ドルトーナが7位で引き継いだ順位を3位に引き上げる活躍を見せた。第4泳（自由形）のファビアン・ジロは3位をキープしたまま3分30秒50でフィニッシュし、アメリカ（3分29秒93）とオーストラリア（3分30秒08）に次いで銅メダルを獲得した｡

### 2016年ヨーロッパ選手権
2016年5月、ロンドンで開催されたヨーロッパ選手権に出場。100mバタフライ決勝ではチェ・ラースロー（50秒86）、コンラト・チェルニャク（51秒22）に次ぐ3位に入り、自身初の主要大会個人メダルとなる銅メダルを獲得した。4×100mメドレーリレーではバタフライ区間の第3泳を務め、決勝では第3泳者の中でハンガリーのチェ・ラースロー（50秒33）に次ぐタイム（51秒38）で泳ぎ銀メダル獲得に貢献した。

### 2016年オリンピック
2016年8月、リオデジャネイロで開催されたオリンピックに出場。4×100mフリーリレー決勝で第1泳を務めると、第1泳者の中で最速の48秒08をマークし、アメリカのケーレブ・ドレッセル（48秒10）やブラジルのマルセロ・シエリギニ（48秒12）を抑えて1位で引き継いだ。第2泳のファビアン・ジロ、第3泳のフローラン・マナドゥ、第4泳のジェレミー・ストラビウスと繋いだフランスは3分10秒53で2位に入り、金メダルには0秒61及ばなかったものの銀メダルを獲得した。100mバタフライは51秒58の6位に終わり、メダルには0秒44及ばなかった。

### 2017年世界選手権
2017年7月、ブダペストで開催された世界選手権に出場。100m自由形準決勝で自身初の47秒台となる47秒65の大幅自己ベストをマークし、全体1位で決勝に進出した。迎えた決勝では47秒89とタイムを落としたものの、ケーレブ・ドレッセル（47秒17）、ネイサン・エイドリアン（47秒87）に次ぐ3位に入り、オリンピックと世界選手権を通じて自身初の個人メダルとなる銅メダルを獲得した。100mバタフライは準決勝をフランス新記録の51秒06（全体5位）で突破したが、決勝は51秒16とタイムを落として8位に終わった（メダルには0秒33及ばず）。

### 2018年ヨーロッパ選手権
2018年8月、グラスゴーで開催されたヨーロッパ選手権に出場して3つのメダルを獲得した。100m自由形は決勝でアレサンドロ・ミレシ（48秒01）、ダンカン・スコット（48秒23）に次ぐ3位（48秒24）に入り、この種目では自身初のヨーロッパ選手権メダルとなる銅メダルを獲得した。混合4×100mフリーリレーでは決勝で第2泳を務めると、第2泳者の中でイタリアのアレサンドロ・ミレシ（47秒38）に次ぐタイム（47秒45）で泳ぎ、3分22秒07の大会新記録及びフランス新記録の樹立と金メダル獲得に貢献した。100mバタフライ決勝ではピエロ・コディア（50秒64）に次ぐ2位（51秒24）に入り、主要大会個人種目において自身最高成績となる銀メダルを獲得した。

### 2018年ワールドカップ
2018年10月4日、ワールドカップ・ブダペスト大会（短水路）の100mバタフライ決勝で49秒71のフランス新記録を樹立。ジェレミー・ストラビウスが2013年に樹立した従来の記録50秒04を塗り替え、50秒の壁を破る初のフランス人となった。

### 2018年フランス短水路選手権
2018年11月15日、フランス短水路選手権の100mバタフライ決勝で自身の持つフランス記録を0秒13更新する49秒58をマークした。

### 2018年世界短水路選手権
2018年12月、杭州で開催された世界短水路選手権に出場。100mバタフライ決勝で自身の持つフランス記録（49秒58）を塗り替える49秒45をマークしたが、チャド・ルクロス（48秒50）、ケーレブ・ドレッセル（48秒71）、李朱濠（49秒25）に次ぐ4位に終わり、メダルには0秒20及ばなかった。なお、このフランス記録は
2023年10月にマキシム・グルセによって更新された。

### 2019年フランス選手権
2019年4月21日、フランス選手権の100mバタフライ決勝で自身の持つフランス記録（51秒06）を塗り替える50秒85をマークし、51秒の壁を破る初のフランス人となった。なお、このフランス記録は2023年6月にマキシム・グルセによって更新された。

### 2019年世界選手権
2017年7月、光州で開催された世界選手権に出場。100mバタフライは51秒38の5位に終わり、メダルには0秒22及ばなかった。男女混合4×100mフリーリレー決勝では第2泳を務めると47秒78のスプリットタイムをマークし、第1泳のクレマン・ミニョンから引き継いだ4位の順位をキープしたまま第3泳のシャルロット・ボネに引き継いだ。フランスは第4泳のマリー・ワテルが4位から3位に順位を上げ3分22秒11でフィニッシュし、アメリカ（3分19秒40）とオーストラリア（3分19秒97）に次いで銅メダルを獲得した。

### 肩の手術
2019年12月、肩の手術を受けるため来年の東京オリンピックには出場できないことを自身のインスタグラムで発表した。ところがその後、オリンピックは新型コロナウイルス感染症の世界的流行によって1年延期されたため、出場に間に合うことになった。メテラは2020年1月に手術を受け、数カ月のリハビリを経た後の10月に手術後初となるレースに出場した。

### 2020年ヨーロッパ選手権
2021年5月、新型コロナウイルス感染症によって1年延期されたブダペストで開催のヨーロッパ選手権に出場した。しかし、数週間前に新型コロナウイルスに感染した影響もあってか、3大会連続のメダルが掛かった100mバタフライは予選19位（52秒31）に終わった。

### 2021年フランス選手権
2021年6月、フランス選手権に出場し、100m自由形で48秒93の4位、100mバタフライで自身の持つフランス記録（50秒85）に迫る50秒87で優勝し、3大会連続のオリンピック代表の座を射止めた。

### 2020年オリンピック
2021年7-8月、新型コロナウイルス感染症によって1年延期された東京オリンピックに出場した。しかし、100m自由形は準決勝進出に0秒24及ばず予選敗退、100mバタフライは決勝進出に0秒02及ばず準決勝で敗退した。リレーにも2種目出場し第4泳を務めたが、4×100mフリーリレーは6位（メダルに0秒87及ばず）、4×100mメドレーリレーは予選10位に終わった（決勝進出に1秒04及ばず）。

### 水泳からの離脱と復帰
東京オリンピックの結果に幻滅したことから1年間水泳をやめ、その間にアルコール依存症とうつ病を発症したメテラは自殺も考えたという。2022年終盤には競技に復帰して短水路の大会に出場すると、10月のワールドカップ・ベルリン大会は100mバタフライで予選22位（52秒73）、100m自由形で予選50位（49秒14）、50mバタフライで予選34位（23秒82）と不甲斐ない結果に終わった。11月のフランス短水路選手権では100mバタフライで2位（51秒42）、50mバタフライで3位（23秒38）と2種目で表彰台に上ったが、自己ベスト（100mバタフライが49秒45、50mバタフライが22秒63）からは遠いタイムに終わった。2023年5月には10年間在籍したマルセイユのクラブを離れてパリのクラブに加入すると、同年10月のフランス短水路選手権では100m自由形で3位（47秒57）、100mバタフライで2位（50秒43）と2種目で表彰台に上った。

### 2023年フランス選手権
2024年6月、怪我から復帰したメテラは自国開催のパリオリンピック出場を目指してフランス選手権の100mバタフライに出場したが、マキシム・グルセ（50秒59）、クレマン・セッキ（51秒17）に次ぐ3位に終わり、4大会連続のオリンピック出場は叶わなかった。

## 家族
- 父親のホセはメディがまだ11歳だった2003年8月11日に癌で亡くなった[48][2]。
- 母親のジャミラは12歳まで水泳をしていた[49]｡
- 姉のマリアもフランス代表として多くの国際大会で活躍した競泳選手。フランス領ギアナ初のオリンピックメダリストである[50]。世界大会では2004年アテネオリンピックの50m自由形で銀メダル、2005年モントリオール世界選手権の100m自由形で銀メダルを獲得した[51]。。

## 主要国際大会の成績
世界水泳連盟のウェブサイトなど参照
| 年           | 大会                     | 場所               | 種目                   | 結果         | 記録         | 泳順         | 備考                     |
| フランス代表 | フランス代表             | フランス代表       | フランス代表           | フランス代表 | フランス代表 | フランス代表 | フランス代表             |
| ------------ | ------------------------ | ------------------ | ---------------------- | ------------ | ------------ | ------------ | ------------------------ |
| 2010         | ヨーロッパジュニア選手権 | ヘルシンキ         | 100m自由形             | 銀メダル     | 49秒89       |              |                          |
| 2010         | ヨーロッパジュニア選手権 | ヘルシンキ         | 50mバタフライ          | 銅メダル     | 24秒62       |              |                          |
| 2010         | ヨーロッパジュニア選手権 | ヘルシンキ         | 100mバタフライ         | 銀メダル     | 54秒08       |              |                          |
| 2010         | ヨーロッパジュニア選手権 | ヘルシンキ         | 4x100mフリーリレー     | 金メダル     | 3分19秒65    | 4泳          |                          |
| 2010         | ヨーロッパジュニア選手権 | ヘルシンキ         | 4x200mフリーリレー     | 金メダル     | 7分21秒40    | 3泳          |                          |
| 2010         | ヨーロッパジュニア選手権 | ヘルシンキ         | 4x100mメドレーリレー   | 銀メダル     | 3分41秒55    | 3泳          |                          |
| 2010         | ユースオリンピック       | シンガポール       | 100m自由形             | 金メダル     | 49秒99       |              |                          |
| 2010         | ユースオリンピック       | シンガポール       | 100mバタフライ         | 7位          | 54秒35       |              |                          |
| 2010         | ユースオリンピック       | シンガポール       | 4x100mフリーリレー     | 6位          | 3分25秒63    | 1泳          |                          |
| 2010         | ユースオリンピック       | シンガポール       | 4x100mメドレーリレー   | 銀メダル     | 3分43秒84    | 4泳          |                          |
| 2010         | ユースオリンピック       | シンガポール       | 混合4x100mフリーリレー | 銅メダル     | 3分35秒90    | 1泳          |                          |
| 2010         | ヨーロッパ短水路選手権   | アイントホーフェン | 50m自由形              | 予選31位     | 22秒68       |              |                          |
| 2010         | ヨーロッパ短水路選手権   | アイントホーフェン | 100m自由形             | 準決勝14位   | 49秒32       |              |                          |
| 2010         | ヨーロッパ短水路選手権   | アイントホーフェン | 200m自由形             | 予選38位     | 1分50秒34    |              |                          |
| 2010         | ヨーロッパ短水路選手権   | アイントホーフェン | 50m背泳ぎ              | 予選28位     | 25秒73       |              |                          |
| 2010         | ヨーロッパ短水路選手権   | アイントホーフェン | 50mバタフライ          | 準決勝16位   | 24秒43       |              |                          |
| 2010         | ヨーロッパ短水路選手権   | アイントホーフェン | 100mバタフライ         | 準決勝16位   | 52秒96       |              |                          |
| 2011         | ヨーロッパ短水路選手権   | シュチェチン       | 100m自由形             | 準決勝12位   | 48秒10       |              |                          |
| 2011         | ヨーロッパ短水路選手権   | シュチェチン       | 200m自由形             | 予選20位     | 1分46秒22    |              |                          |
| 2011         | ヨーロッパ短水路選手権   | シュチェチン       | 50m背泳ぎ              | 予選42位     | 25秒67       |              |                          |
| 2011         | ヨーロッパ短水路選手権   | シュチェチン       | 50mバタフライ          | 予選22位     | 23秒87       |              |                          |
| 2011         | ヨーロッパ短水路選手権   | シュチェチン       | 100mバタフライ         | 予選27位     | 53秒06       |              |                          |
| 2011         | ヨーロッパ短水路選手権   | シュチェチン       | 4x50mメドレーリレー    | 予選15位     | 1分37秒43    | 3泳          |                          |
| 2012         | ヨーロッパ選手権         | デブレツェン       | 100mバタフライ         | 予選18位     | 53秒47       |              |                          |
| 2012         | ヨーロッパ選手権         | デブレツェン       | 4x100mフリーリレー     | 予選3位      | 3分16秒90    | 2泳          | 予選のみ出場             |
| 2012         | ヨーロッパ選手権         | デブレツェン       | 4x100mメドレーリレー   | 予選5位      | 3分38秒33    | 4泳          | 予選のみ出場             |
| 2012         | ヨーロッパ短水路選手権   | シャルトル         | 200m自由形             | 予選13位     | 1分45秒59    |              |                          |
| 2012         | ヨーロッパ短水路選手権   | シャルトル         | 50mバタフライ          | 7位          | 23秒21       |              |                          |
| 2012         | ヨーロッパ短水路選手権   | シャルトル         | 100mバタフライ         | 銅メダル     | 50秒66       |              |                          |
| 2012         | ヨーロッパ短水路選手権   | シャルトル         | 4x50mフリーリレー      | 予選2位      | 1分25秒82    | 4泳          | 予選のみ出場             |
| 2012         | ヨーロッパ短水路選手権   | シャルトル         | 混合4x50mフリーリレー  | 予選3位      | 1分32秒92    | 2泳          | 予選のみ出場             |
| 2013         | 世界選手権               | バルセロナ         | 100mバタフライ         | 予選30位     | 53秒77       |              |                          |
| 2013         | ヨーロッパ短水路選手権   | ヘアニング         | 100m自由形             | 予選24位     | 48秒64       |              |                          |
| 2013         | ヨーロッパ短水路選手権   | ヘアニング         | 50mバタフライ          | 準決勝14位   | 23秒49       |              |                          |
| 2013         | ヨーロッパ短水路選手権   | ヘアニング         | 100mバタフライ         | 準決勝13位   | 51秒74       |              |                          |
| 2013         | ヨーロッパ短水路選手権   | ヘアニング         | 4x50mフリーリレー      | 4位          | 1分25秒96    | 4泳          |                          |
| 2013         | ヨーロッパ短水路選手権   | ヘアニング         | 4x50mメドレーリレー    | 予選失格     | DSQ          | 3泳          |                          |
| 2013         | ヨーロッパ短水路選手権   | ヘアニング         | 混合4x50mフリーリレー  | 予選7位      | 1分33秒15    | 2泳          | 予選のみ出場             |
| 2014         | ヨーロッパ選手権         | ベルリン           | 100m自由形             | 予選21位     | 49秒68       |              |                          |
| 2014         | ヨーロッパ選手権         | ベルリン           | 100mバタフライ         | 準決勝8位    | 52秒20       |              | スイムオフで敗退         |
| 2014         | ヨーロッパ選手権         | ベルリン           | 4x100mフリーリレー     | 金メダル     | 3分11秒64    | 1泳          | 大会記録                 |
| 2014         | ヨーロッパ選手権         | ベルリン           | 4x100mメドレーリレー   | 銀メダル     | 3分32秒47    | 3泳          |                          |
| 2014         | 世界短水路選手権         | ドーハ             | 100m自由形             | 準決勝9位    | 47秒08       |              |                          |
| 2014         | 世界短水路選手権         | ドーハ             | 50mバタフライ          | 7位          | 22秒68       |              |                          |
| 2014         | 世界短水路選手権         | ドーハ             | 100mバタフライ         | 準決勝12位   | 50秒43       |              |                          |
| 2014         | 世界短水路選手権         | ドーハ             | 4x100mフリーリレー     | 金メダル     | 3分03秒78    | 4泳          | ヨーロッパ記録、大会記録 |
| 2014         | 世界短水路選手権         | ドーハ             | 4x50mメドレーリレー    | 銀メダル     | 1分31秒25    | 3泳          | ヨーロッパ記録           |
| 2014         | 世界短水路選手権         | ドーハ             | 4x100mメドレーリレー   | 銅メダル     | 3分22秒26    | 3泳          | フランス記録             |
| 2015         | 世界選手権               | カザン             | 100mバタフライ         | 5位          | 51秒24       |              | フランス記録             |
| 2015         | 世界選手権               | カザン             | 4x100mフリーリレー     | 金メダル     | 3分10秒74    | 1泳          |                          |
| 2015         | 世界選手権               | カザン             | 4x100mメドレーリレー   | 銅メダル     | 3分30秒50    | 3泳          |                          |
| 2016         | ヨーロッパ選手権         | ロンドン           | 100m自由形             | 予選11位     | 49秒15       |              |                          |
| 2016         | ヨーロッパ選手権         | ロンドン           | 100mバタフライ         | 銅メダル     | 51秒70       |              |                          |
| 2016         | ヨーロッパ選手権         | ロンドン           | 4x100mメドレーリレー   | 銀メダル     | 3分33秒89    | 3泳          |                          |
| 2016         | オリンピック             | リオデジャネイロ   | 100mバタフライ         | 6位          | 51秒58       |              |                          |
| 2016         | オリンピック             | リオデジャネイロ   | 4x100mフリーリレー     | 銀メダル     | 3分10秒53    | 1泳          |                          |
| 2016         | 世界短水路選手権         | ウィンザー         | 100m自由形             | 6位          | 47秒08       |              |                          |
| 2016         | 世界短水路選手権         | ウィンザー         | 100mバタフライ         | 5位          | 50秒16       |              |                          |
| 2016         | 世界短水路選手権         | ウィンザー         | 4x50mフリーリレー      | 4位          | 1分24秒69    | 3泳          |                          |
| 2016         | 世界短水路選手権         | ウィンザー         | 4x100mフリーリレー     | 銀メダル     | 3分07秒35    | 4泳          |                          |
| 2016         | 世界短水路選手権         | ウィンザー         | 4x100mメドレーリレー   | 6位          | 3分26秒33    | 3泳          |                          |
| 2017         | 世界選手権               | ブダペスト         | 100m自由形             | 銅メダル     | 47秒89       |              |                          |
| 2017         | 世界選手権               | ブダペスト         | 100mバタフライ         | 8位          | 51秒16       |              |                          |
| 2018         | ヨーロッパ選手権         | グラスゴー         | 100m自由形             | 銅メダル     | 48秒24       |              |                          |
| 2018         | ヨーロッパ選手権         | グラスゴー         | 50mバタフライ          | 予選15位     | 23秒72       |              |                          |
| 2018         | ヨーロッパ選手権         | グラスゴー         | 100mバタフライ         | 銀メダル     | 51秒24       |              |                          |
| 2018         | ヨーロッパ選手権         | グラスゴー         | 4x100mフリーリレー     | 予選9位      | 3分17秒15    | 4泳          |                          |
| 2018         | ヨーロッパ選手権         | グラスゴー         | 混合4x100mフリーリレー | 金メダル     | 3分22秒07    | 2泳          | フランス記録、大会記録   |
| 2018         | 世界短水路選手権         | 杭州               | 100m自由形             | 6位          | 46秒51       |              |                          |
| 2018         | 世界短水路選手権         | 杭州               | 50mバタフライ          | 準決勝13位   | 22秒83       |              |                          |
| 2018         | 世界短水路選手権         | 杭州               | 100mバタフライ         | 4位          | 49秒45       |              | フランス記録             |
| 2019         | 世界選手権               | 光州               | 100m自由形             | 準決勝14位   | 48秒65       |              |                          |
| 2019         | 世界選手権               | 光州               | 100mバタフライ         | 5位          | 51秒38       |              |                          |
| 2019         | 世界選手権               | 光州               | 4x100mフリーリレー     | 8位          | 3分13秒34    | 4泳          |                          |
| 2019         | 世界選手権               | 光州               | 混合4x100mフリーリレー | 銅メダル     | 3分22秒11    | 2泳          |                          |
| 2021         | ヨーロッパ選手権         | ブダペスト         | 100mバタフライ         | 予選19位     | 52秒31       |              |                          |
| 2021         | ヨーロッパ選手権         | ブダペスト         | 4x100mメドレーリレー   | 5位          | 3分33秒10    | 3泳          |                          |
| 2021         | オリンピック             | 東京               | 100m自由形             | 予選23位     | 48秒68       |              |                          |
| 2021         | オリンピック             | 東京               | 100mバタフライ         | 準決勝9位    | 51秒32       |              |                          |
| 2021         | オリンピック             | 東京               | 4x100mフリーリレー     | 6位          | 3分11秒09    | 4泳          |                          |
| 2021         | オリンピック             | 東京               | 4x100mメドレーリレー   | 予選10位     | 3分33秒41    | 4泳          |                          |

## 記録

### 樹立した記録
フランス水泳連盟のウェブサイト参照
| 水路   | 記録名         | 種目                     | 記録      | 泳順 | 日付           | 大会                 | 場所       |
| ------ | -------------- | ------------------------ | --------- | ---- | -------------- | -------------------- | ---------- |
| 短水路 | ヨーロッパ記録 | 4x100mフリーリレー       | 3分03秒78 | 4泳  | 2014年12月3日  | 世界短水路選手権     | ドーハ     |
| 短水路 | ヨーロッパ記録 | 4x50mメドレーリレー      | 1分31秒25 | 3泳  | 2014年12月4日  | 世界短水路選手権     | ドーハ     |
| 短水路 | フランス記録   | 4x100mメドレーリレー     | 3分22秒26 | 3泳  | 2014年12月7日  | 世界短水路選手権     | ドーハ     |
| 長水路 | フランス記録   | 100mバタフライ           | 51秒39    |      | 2015年8月7日   | 世界選手権           | カザン     |
| 長水路 | フランス記録   | 100mバタフライ           | 51秒24    |      | 2015年8月8日   | 世界選手権           | カザン     |
| 長水路 | フランス記録   | 100mバタフライ           | 51秒06    |      | 2017年7月28日  | 世界選手権           | ブダペスト |
| 長水路 | フランス記録   | 混合4x100mメドレーリレー | 3分22秒07 | 2泳  | 2018年8月8日   | ヨーロッパ選手権     | グラスゴー |
| 短水路 | フランス記録   | 100mバタフライ           | 49秒71    |      | 2018年10月4日  | ワールドカップ       | ブダペスト |
| 短水路 | フランス記録   | 100mバタフライ           | 49秒58    |      | 2018年11月15日 | フランス短水路選手権 | モンペリエ |
| 短水路 | フランス記録   | 100mバタフライ           | 49秒45    |      | 2018年12月13日 | 世界短水路選手権     | 杭州       |
| 長水路 | フランス記録   | 100mバタフライ           | 50秒85    |      | 2019年4月21日  | フランス選手権       | レンヌ     |

### 自己ベスト
フランス水泳連盟のウェブサイト参照
| 種目           | 記録   | 日付           | 大会                 | 場所       | 備考           |
| 長水路         | 長水路 | 長水路         | 長水路               | 長水路     | 長水路         |
| -------------- | ------ | -------------- | -------------------- | ---------- | -------------- |
| 50m自由形      | 22秒58 | 2017年7月27日  | 世界選手権           | ブダペスト |                |
| 100m自由形     | 47秒65 | 2017年7月26日  | 世界選手権           | ブダペスト |                |
| 50mバタフライ  | 23秒56 | 2019年4月16日  | フランス選手権       | レンヌ     |                |
| 100mバタフライ | 50秒85 | 2019年4月21日  | フランス選手権       | レンヌ     | 元フランス記録 |
| 短水路         |        |                |                      |            |                |
| 50m自由形      | 21秒83 | 2016年11月18日 | フランス短水路選手権 | アンジェ   |                |
| 100m自由形     | 46秒51 | 2016年11月20日 | フランス短水路選手権 | アンジェ   |                |
| 100m自由形     | 46秒51 | 2018年12月16日 | 世界短水路選手権     | 杭州       |                |
| 50mバタフライ  | 22秒63 | 2014年11月23日 | フランス短水路選手権 | モンペリエ |                |
| 100mバタフライ | 49秒45 | 2018年12月13日 | 世界短水路選手権     | 杭州       | 元フランス記録 |